# Begraafplaats van Sainghin-en-Weppes
De Begraafplaats van Sainghin-en-Weppes is een gemeentelijke begraafplaats in de Franse gemeente Sainghin-en-Weppes in het Noorderdepartement. De begraafplaats ligt langs de Rue de Verdun op 400 m ten oosten van het gemeentehuis.
Rechts voor de ingang van de begraafplaats staat een herdenkingsmonument voor de burgerlijke en militaire slachtoffers uit de Eerste- en Tweede Wereldoorlog alsook van de Frans-Duitse Oorlog van 1870-1871 en het conflict in Vietnam (Tonkin).

## Britse oorlogsgraven
Vooraan op de begraafplaats bevindt zich een Brits militair perk met gesneuvelden uit de Eerste Wereldoorlog. Er liggen 27 Britten van wie er 9 niet geïdentificeerd konden worden. Drie slachtoffers die in 1914-1915 als krijgsgevangenen waren gestorven en op de Duitse begraafplaats werden begraven konden later niet meer gelokaliseerd worden. Zij worden herdacht met een Special Memorial waarop de tekst: To the memory of ... who died as prisoner of war and was buried at the time in Sainghin-en-Weppes German Cemetery, staat vermeld.
Aanvankelijk waren hier ook drie Indiërs begraven, maar zij werden overgebracht naar Rue-David Military Cemetery in Fleurbaix.
De graven worden onderhouden door de Commonwealth War Graves Commission en staan er geregistreerd onder Sainghin-en-Weppes Communal Cemetery.